# Liste der Bodendenkmale in Premnitz
Die Liste der Bodendenkmale in Premnitz enthält alle Bodendenkmale der brandenburgischen Gemeinde Premnitz und ihrer Ortsteile auf der Grundlage der Landesdenkmalliste vom 31. Dezember 2020.
Die Baudenkmale sind in der Liste der Baudenkmale in Premnitz aufgeführt.
| Gemarkung                       | Flur     | Kurzansprache                                                              | Bodendenkmalnummer | Bemerkung | Bild |
| ------------------------------- | -------- | -------------------------------------------------------------------------- | ------------------ | --------- | ---- |
| Bamme, Mögelin, Rathenow (Lage) | 5, 3, 39 | Siedlung Urgeschichte, Siedlung deutsches Mittelalter                      | 50463              |           |      |
| Mögelin (Lage)                  | 1, 2     | Dorfkern Neuzeit, Dorfkern Mittelalter                                     | 50123              |           |      |
| Mögelin (Lage)                  | 2        | Siedlung slawisches Mittelalter                                            | 50243              |           |      |
| Mögelin (Lage)                  | 1        | Rast- und Werkplatz Mesolithikum, Siedlung Urgeschichte                    | 50244              |           |      |
| Premnitz (Lage)                 | 2, 3, 4  | Dorfkern Mittelalter, Straße Neuzeit, Dorfkern Neuzeit, Straße Mittelalter | 50150              |           |      |